# Glicole dietilenico
Il glicole dietilenico (nome IUPAC 2,2'-ossodietanolo), abbreviato in DEG, è un diolo e un etere. È un liquido trasparente, igroscopico ed inodore, di sapore dolciastro. È miscibile con acqua e solventi organici polari come eteri o alcoli.
Non deve essere confuso con il glicole etilenico, di cui rappresenta formalmente un prodotto di condensazione da due molecole, con eliminazione di acqua.

## Produzione
Il glicole dietilenico viene ottenuto come sottoprodotto nel processo di sintesi del glicole etilenico, assieme al tri- e tetraetilene glicole. In particolare gli omologhi superiori sono presenti in maggior quantità quando viene impiegato un catalizzatore basico, in quanto l'anione 2-idrossietossido (ossia il glicole etilenico deprotonato) compete con l'idrossido presente.
La miscela viene poi sottoposta a distillazione per ottenere i vari componenti.

## Usi
Il glicole dietilenico è utilizzato come frammento per la sintesi di composti come l'1,4-diossano o la morfolina, e nell'industria dei polimeri plastici (poliesteri, poliuretani). 
È un solvente per nitrocellulosa, resine, coloranti, oli, inchiostri.
Come il glicole etilenico esso può essere usato come antigelo quando miscelato con acqua. Questo abbassa lievemente la temperatura di congelamento ed alza di molto la temperatura di ebollizione, per questo è prevalentemente utilizzato in climi caldi. Inoltre può essere trovato in fluidi idraulici come il liquido freni. 
Inoltre viene impiegato come disidratante del gas naturale.
Per quanto riguarda la cura del corpo esso, in genere, è sostituito da altre specie di glicoleteri.
Pur essendo tossico, in alcune nazioni il glicole dietilenico è illegalmente usato come contraffazione della glicerina ed è venduto come sciroppo per la tosse e dentifricio. In passato esso è stato usato come edulcorante dai viticoltori per addolcire il sapore del vino.